# Kanton Albi-Nord-Est
Der Kanton Albi-Nord-Est war von 1985 bis 2015 ein französischer Wahlkreis im Arrondissement Albi, im Département Tarn der Region Midi-Pyrénées. Hauptort war Albi.

## Gemeinden
Der Kanton bestand aus einem Teil der Stadt Albi (angegeben ist hier die Gesamteinwohnerzahl, im Kanton lebten etwa 5.000 Einwohner) und weiteren drei folgenden Gemeinden:
| Gemeinde            | Einwohner Jahr | Fläche km² | Bevölkerungsdichte | Code INSEE | Postleitzahl |
| ------------------- | -------------- | ---------- | ------------------ | ---------- | ------------ |
| Albi                | 49.342 (2013)  | –          | – Einw./km²        | 81004      | 81000        |
| Arthès              | 2.520 (2013)   | 10,01      | 252 Einw./km²      | 81018      | 81160        |
| Le Garric           | 1.258 (2013)   | 22,88      | 55 Einw./km²       | 81101      | 81450        |
| Lescure-d’Albigeois | 4.468 (2013)   | 14,18      | 315 Einw./km²      | 81144      | 81380        |